# Bathygobius
Bathygobius là một chi của Họ Cá bống trắng

## Các loài
Chi này hiện hành có các loài sau đây được ghi nhận:
- Bathygobius aeolosoma (J. D. Ogilby, 1889)
- Bathygobius albopunctatus (Valenciennes, 1837) (Whitespotted goby)
- Bathygobius andrei (Sauvage, 1880)
- Bathygobius antilliensis Tornabene, C. C. Baldwin & Pezold, 2010 (Antilles frillfin)
- Bathygobius arundelii (Garman, 1899)
- Bathygobius burtoni (O'Shaughnessy, 1875): Nó là loài đặc hữu của São Tomé và Príncipe.
- Bathygobius casamancus (Rochebrune, 1880)
- Bathygobius coalitus (E. T. Bennett, 1832) (Whitespotted frillgoby)
- Bathygobius cocosensis (Bleeker, 1854) (Cocos frill-goby)
- Bathygobius cotticeps (Steindachner, 1879) (Cheekscaled frill-goby)
- Bathygobius curacao (Metzelaar, 1919) (Notchtongue goby)
- Bathygobius cyclopterus (Valenciennes, 1837) (Spotted frillgoby)
- Bathygobius fishelsoni Goren, 1978
- Bathygobius fuscus (Rüppell, 1830) (Dusky frillgoby)
- Bathygobius geminatus Tornabene, C. C. Baldwin & Pezold, 2010 (Twin-spotted frillfin)
- Bathygobius hongkongensis C. Lam, 1986
- Bathygobius karachiensis Hoda & Goren, 1990
- Bathygobius kreftii (Steindachner, 1866) (Krefft's frillgoby)
- Bathygobius laddi (Fowler, 1931) (Brownboy goby)
- Bathygobius lineatus (Jenyns, 1841) (Southern frillfin)
- Bathygobius meggitti (Hora & Mukerji, 1936) (Meggitt's goby)
- Bathygobius mystacium Ginsburg, 1947 (Island frillfin)
- Bathygobius niger (J. L. B. Smith, 1960) (Black minigoby)
- Bathygobius ostreicola (B. L. Chaudhuri, 1916)
- Bathygobius panayensis (D. S. Jordan & Seale, 1907)
- Bathygobius petrophilus (Bleeker, 1853)
- Bathygobius ramosus Ginsburg, 1947 (Panamic frillfin)
- Bathygobius smithi R. Fricke, 1999
- Bathygobius soporator (Valenciennes, 1837)